# Paecilomyces hepiali
Paecilomyces hepiali är en svampart som beskrevs av Q.T. Chen & R.Q. Dai ex R.Q. Dai, X.M. Li, A.J. Shao, Shu F. Lin, J.L. Lan, Wei H. Chen & C.Y. Shen . Paecilomyces hepiali ingår i släktet Paecilomyces och familjen Trichocomaceae.   Inga underarter finns listade i Catalogue of Life.